# 御館之亂
御館之亂是天正6年（1578年）上杉謙信死去後，其兩個養子上杉景勝（父親為長尾政景）和上杉景虎（父親為北條氏康）為了爭奪家督之位而在越後爆發的內亂。
「御館」是上杉謙信在迎接關東管領上杉憲政時所修建的居館，位在春日山城城下，後來上杉謙信亦將其當作政廳使用；在內亂期間被上杉景虎作為根據地。現在的直江津車站附近的御館公園內，有當年御館的遺跡。

## 概要

### 謙信之死

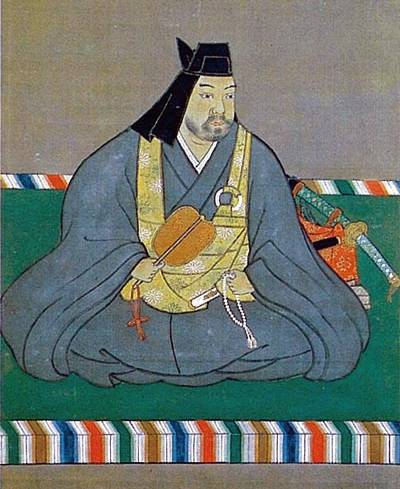
上杉家當主上杉謙信

相模的後北條氏（下記簡稱北條家）與甲斐的武田家、駿河的今川家結成三國同盟。北條氏康侵攻信濃，並在北信濃地區與上杉家抗爭（川中島之戰）的武田信玄聯手向北關東侵攻，北條氏康亦在上杉謙信向關東出兵時（小田原城之戰）將其擊退，在與上杉家的抗爭中處於優勢。
永祿11年（1568年），開始弱化的今川家被武田家拋棄，信玄開始向今川家所領的駿河侵攻（駿河侵攻），北條家支援今川家並與武田家敵對，在翌年（1569年）開始與上杉家和睦並對抗武田家（越相同盟）。武田家透過將軍足利義昭和擁立將軍的織田信長連結和希望與上杉家達成和睦（甲越和與），北條家為了繼續越相同盟而在元龜元年（1570年）把北條氏康的兒子（有異説為北條綱成之子）三郎送往越後並成為謙信的養子，三郎受賜謙信的初名為「上杉景虎」，強化了越相同盟。但是北條氏康在元龜2年（1571年）10月死去，其子北條氏政改與武田家和睦，甲相同盟被恢復，使上杉家和北條家的關係開始惡化。但是景虎仍然待在上杉家之下。
天正6年（1578年）3月9日，上杉謙信在春日山城如廁時倒下。過了13日後沒有意識而死亡（死因是中風）。
謙信關於上杉家的後繼，沒有指示，但是景虎代替謙信向雲門寺等寺社送出新年祝賀的禮狀，以及實施免除軍役等政策，所以有景虎是後繼者的説法。
以北條家為實家的景虎在上杉家和北條家的溝通中擔當非常重要的角色，在翌年初有由謙信的寵臣河田長親送出探訪的禮狀等，在同盟以後與景虎有很深關係的柿崎家文書有關於少人數動員，任命松木加賀守等關於軍役的書狀（當時任命軍役的文書必須是大名和大名的後嗣所發）。
但是另一方面，根據景虎免除軍役的天正3年（1575年）的「上杉家軍役帳」不是記載了所有上杉家的軍事力，除了關東其他的地區的在番眾等，只是限於本國越後的春日山城周邊可能動員的軍士，沒有景虎的名字的是作成時期和地區的軍事力和秩序區分除外，因此從軍役中沒有記載所有軍事上的事，所以不能直接說景虎就是後繼者。
在這個軍役帳中記載了謙信把景勝放在其他上杉一門眾（山浦、上條、古志等）的最高位，景勝領有家中最多兵力（原本擁有最大兵力的是山吉豐守；天正5年（1577年）豐守死後，他的家臣團一部份被配置到景勝直屬部隊的五十騎組，被組合到景勝的上田眾中），而家臣們對景勝的稱呼則是與謙信的尊稱「御實城様」類似的「御中城樣」，其他一門眾則被記為「十郎殿」等通稱，或者是以姓再加上「殿」來稱呼（山浦國清和上條政繁是謙信的養子，但是成為分家的當主），受到與謙信相同的「御」「居住場所（中城）」「様」等敬稱的景勝作為謙信的養子，應該是被給予較高的地位。
還有謙信在景勝還是上田長尾家當主及以「長尾顯景」為名的天正3年（1575年）時，把「上杉景勝」的名字以及把彈正少弼讓給他，可以看出謙信在晩年有意加強景勝的地位（但是有意見指出，在給予彈正少弼的同時並把景勝列為關東管領職候補，這是有排擠景勝的意圖）。
在謙信死去前的天正5年（1577年）12月23日的奥書中，「上杉家家中名字盡」（米澤市上杉博物館收藏的上杉家文書）中記載，擔任「一手役」的軍役的有力武將有81人，但是其中沒有記載景勝的名字，可以得知在此時景勝的身份並不是上杉家家臣的上田長尾家當主，而是謙信的兒子。
上記的官途狀問題亦有影響，有謙信以關東管領職的景虎，或越後國主的景勝繼承為論說的研究者亦都有，在現段階的研究中，有景虎的關東管領和景勝的越後守護相繼分權説，很難說到底景虎和景勝之間誰是明定的正統後繼者。

### 內亂爆發

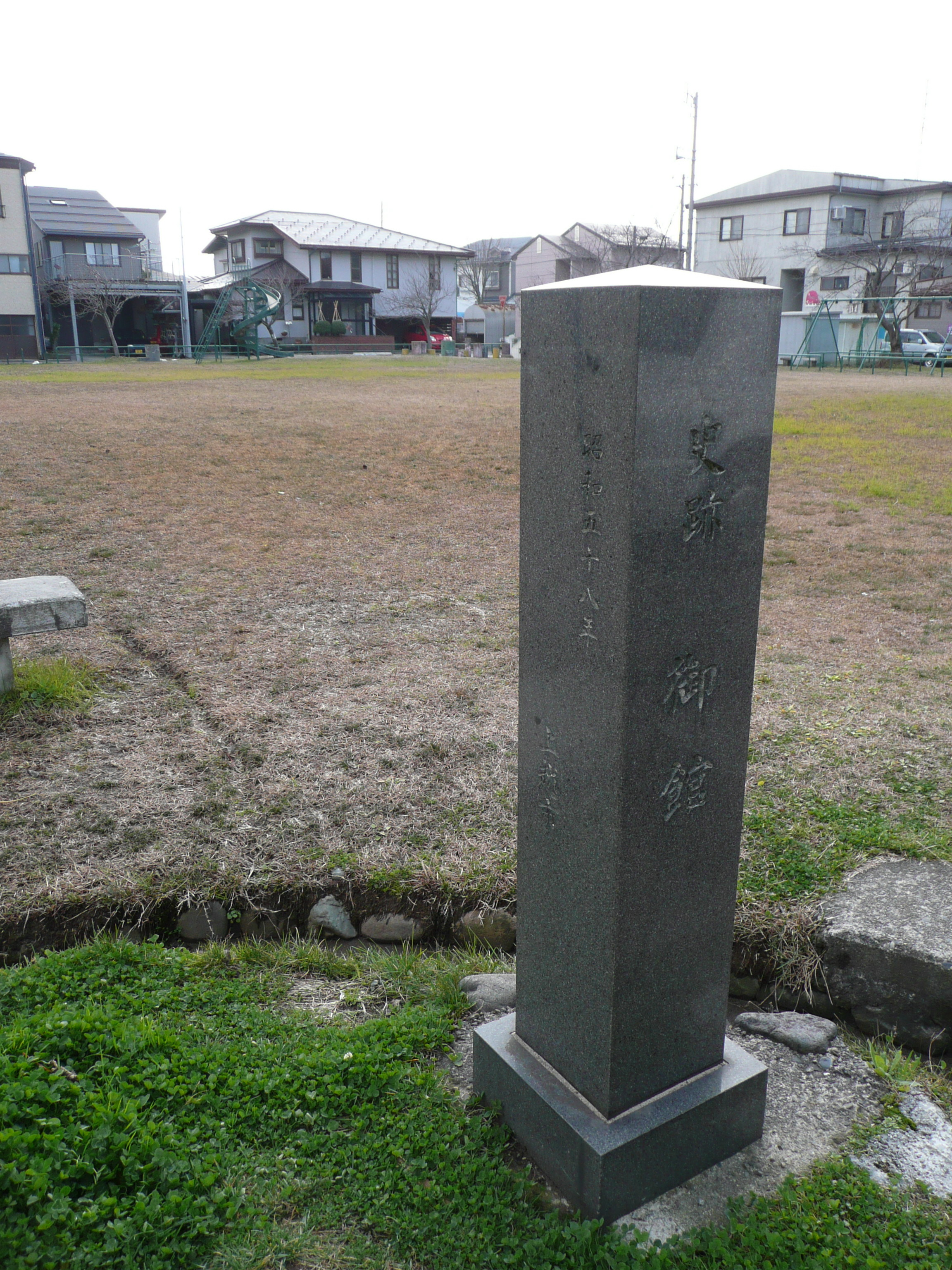
現在的御館跡地

天正6年（1578年），景勝和景虎的後繼之爭在謙信死後，開始小規模爆發，在翌14日，被認為是景虎軍的柿崎晴家被景勝軍暗殺。但是晴家的死亡時期和死因有諸多説法，無法確實斷定。還有雖然在一級史料中正確的日期不明，景勝在此後很快地移至春日山城的本丸並接收金庫和兵器庫，在3月24日付上的書狀中向國內外宣稱自己是後繼者並開始攻撃在三之丸的景虎。大概在3月中開始戰鬥，此時景勝的書狀中有「為了消除鬱憤而戰」（鬱憤を晴らすための戦い）的內容，景勝進入本丸時亦被認為是兩軍城內戰的末期。
景勝率先行動後，不只是收下春日山城和土藏的黄金，還掌握了謙信使用的印判、側近、右筆等文書發給機構，在5月24日以後和6月以後發放與謙信時代同様的印判狀和奉書式印判狀，這些印判被使用到天正10年（1582年）之前。而謙信晩年的奏者連署者齋藤朝信、新發田長敦、竹俣慶綱亦在此亂發生後，書狀上連署來支持景勝。另一方的景虎則沒有在發給的書狀中使用謙信的印判，而是獨自使用了其他東西，就連在文書様式上都沒有繼承謙信的痕跡，發給與北條家和武田家等相似的奉書式印判狀。（論文）
4月，陸奥會津蘆名氏家臣小田切盛昭與本庄秀綱等一同牽制景勝軍的菅名綱輔，盛昭在16日向蘆名盛氏報告狀況。這種對立的情況在越後各地持續。
5月5日，景勝派和景虎派在大場（上越市）發生衝突，在春日山城中，景勝軍亦由本丸向景虎軍的三之丸開始攻撃。直到同月景虎退去為止，雙方一直在春日山城中持續著交戰狀態，利用這段時間，景勝和景虎雙方都向越後諸將展開說服工作。

### 上杉家中諸將的動向

#### 景勝軍

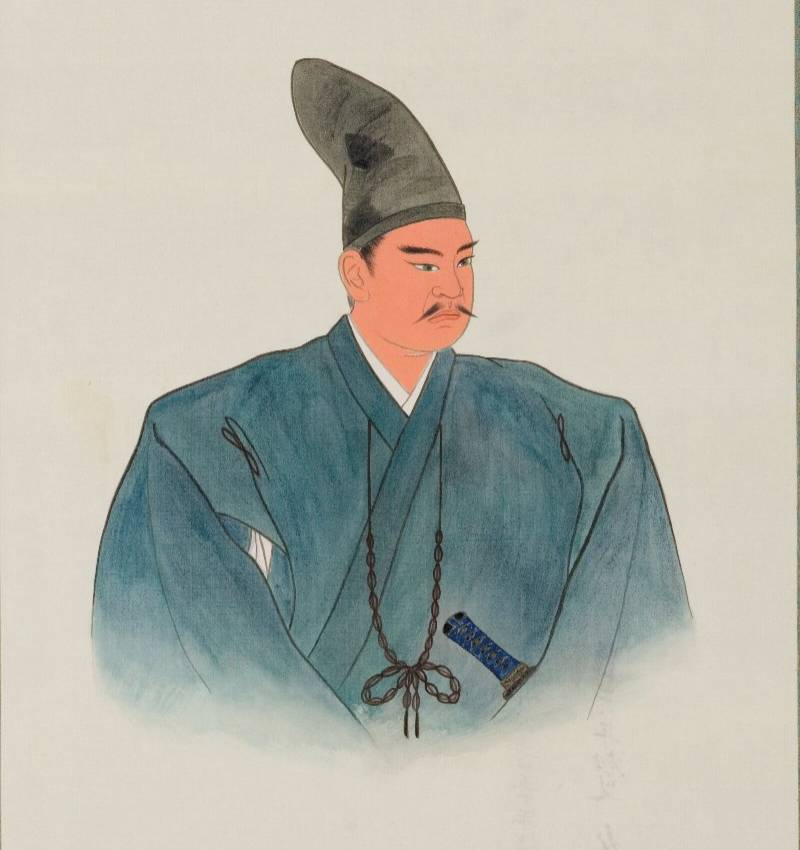
上杉謙信的外甥上杉景勝

景勝方得到直江信綱和齋藤朝信、河田長親等謙信側近和旗本的過半數（特別是大身的直江和山吉的参陣）支持，以及新發田、色部、本庄等下越地方的豪族揚北眾等強大豪族都屬於景勝方。特別是因為謙信側近中的重鎮和謙信的旗本多數加入景勝軍，所以有意見認為上杉家家中已經把景勝當作後繼者。上杉一門的支持者中，謙信4個養子中除了當事人景勝和景虎之外，繼承上條上杉氏的上條政繁和繼承山浦上杉氏的山浦國清亦屬於景勝軍。
另一方面，在越後的諸將中不是只支持與謙信有血緣關係（甥）的景勝，以春日山城為中心的上越、景勝本據地魚沼及三島、阿賀北的大半部份都支持景勝，而謙信的有力支持地古志、刈羽、蒲原郡南部則投入景虎軍（論文）。
- 上條政繁：上杉一門（上條上杉家當主）。刈羽郡上條城城主。『上杉氏軍役帳』中有軍役96人。
- 山浦國清：上杉一門（山浦上杉家當主），實父是村上義清。蒲原郡白河莊山浦領主。『上杉氏軍役帳』中有軍役250人。
- 山本寺孝長：上杉一門。山本寺上杉家當主定長的實弟。
- 甘粕景持：小荷駄奉行。山東郡桝形城城主。
- 柿崎千熊丸：柿崎晴家嫡男。
- 河田長親：謙信側近。越中國松倉城城主。
- 齋藤朝信：謙信側近。刈羽郡赤田城城主。『上杉氏軍役帳』中有軍役213人。
- 吉江資堅：謙信側近。
- 直江信綱：謙信側近。直江景綱的女婿。山東郡與板城城主。
- 鯵坂長實：謙信旗本。七尾城城代之一。
- 今井國廣：謙信旗本。下平氏一族。魚沼郡千手城城主。
- 上野家成：謙信旗本。上野國利根郡沼田城城代。
- 千坂景親：謙信旗本。蒲原郡內領主。
- 山吉景長：謙信旗本。木場城城主。
- 吉江宗信：謙信旗本。蒲原郡吉村領主。
- 吉江景資：謙信旗本。宗信之子。
- 大石綱元：上杉氏重臣。關東管領家古参。
- 北條高定：上杉氏重臣。刈羽郡佐橋莊領主。『上杉氏軍役帳』中有軍役105人。
- 安田顯元：上杉氏重臣。刈羽安田氏當主。刈羽郡安田城城主。
- 色部長真：揚北眾色部氏當主。岩船郡平林城城主。
- 新發田長敦：揚北眾新發田氏當主。謙信側近。蒲原郡新發田城城主。『上杉氏軍役帳』中有軍役194人。
- 五十公野治長：揚北眾新發田長敦的弟弟。蒲原郡五十公野城城主。後來改名為新發田重家。
- 長澤道如齋：揚北眾新發田長敦的義弟。蒲原郡三條町奉行。後來改名為五十公野信宗。
- 竹俣慶綱：揚北眾竹俣氏當主。謙信側近。
- 中條景泰：揚北眾中條氏當主，實父是吉江宗信。蒲原郡鳥坂城城主。
- 本庄繁長：揚北眾本庄氏當主。岩船郡本庄城城主。
- 安田長秀：揚北眾蒲原安田氏當主。蒲原郡白河莊安田城主。
- 須田滿親：信濃國高井郡領主。
- 山崎秀仙：謙信側近。儒者。
- 狩野秀治：景勝側近。
- 樋口兼豐：景勝側近。
- 樋口兼續：景勝側近。兼豐的長男。後來改名為直江兼續。
- 樋口與七：景勝側近。兼豐的次男。後來改名為大國實賴。
- 岩井信能：信濃國人眾出身。

#### 景虎軍
景虎軍由前關東管領上杉憲政和多數上杉一門眾支持。越後長尾家長年在一門之間的權力相當激烈，特別是上田長尾家和古志長尾家在謙信時代仍然敵對，對於上田長尾家出身的景勝成為上杉家當主，古志長尾家無論如何都不願認同。此外亦受到上杉家臣團中的大身北條高廣支持，像本庄秀綱等謙信的旗本和側近投入景虎一方的人相當少。亦有部份揚北眾支持，但是他們是因為與本庄氏和新發田氏的對立關係影響。還有一個特徵，周邊的戰國大名全部都支持景虎軍。血族北條家和同盟者武田家、在奥羽同樣與北條家有同盟關係的伊達家、蘆名氏、武藤氏都支持景虎。因此，景虎受到實家北條家的大力支援，有意見認為這令到上杉景虎不能對外顯示自己是上杉謙信的後繼者。
- 上杉憲政：上杉一門（先代山内上杉家當主）。前關東管領。
- 上杉憲重：父親是上杉憲政。
- 上杉景信：上杉一門（古志長尾家當主）。『上杉氏軍役帳』中有軍役81人。
- 山本寺定長：上杉一門（山本寺上杉家當主）。頸城郡不動山城城主。『上杉氏軍役帳』中有軍役71人。
- 琵琶島善次郎：上杉一門。
- 桃井義孝：謙信的客將、一門格。伊豆守。飯山城城主。
- 神余親綱：謙信側近。蒲原郡三条城城主。負責外交。
- 河田重親：謙信側近。長親的叔父。
- 柿崎晴家：謙信側近。千熊丸的父親，頸城郡柿崎城城主。在當時死去。
- 本庄秀綱：謙信旗本。古志郡栃尾城城主。『上杉氏軍役帳』中有軍役240人。
- 椎名景直：謙信旗本。長尾家出身，越中國小出城城主。『上杉氏軍役帳』中有軍役81人。
- 堀江宗親：謙信旗本。頸城郡鮫尾城城主。
- 北條高廣：上杉氏重臣。上野國厩橋城城主。
- 北條景廣：上杉氏重臣。父親是北條高廣。
- 鮎川盛長：揚北眾鮎川氏當主。岩船郡大葉沢城城主。
- 黑川清實：揚北眾黒川氏當主。蒲原郡黒川城城主。
- 加地秀綱：揚北眾加地氏當主。蒲原郡加地城城主，景勝的從兄弟。
- 本庄顯長：本庄繁長嫡男。
- 下久長：父親是守護上杉家被官下重實，奥山庄領主。
- 岩井成能：信濃國人眾出身，信能的伯父。
- 蘆名盛氏：蘆名家當主。陸奥国會津郡黑川城城主。
- 金上盛備：蘆名家重臣。蒲原郡津川城城主。
- 小田切盛昭：蘆名家臣。蒲原郡笠萱城城主。
- 伊達輝宗：伊達家當主。出羽國米澤城城主。
- 武田勝賴：甲斐武田氏當主。甲斐國府中躑躅崎館城主。後來與景勝軍和睦並從戰場上脱離。
- 北條氏政：北條家當主。相模國小田原城城主。景虎的實兄或從兄。
- 北條氏照：武藏國瀧山城城主。氏政的次弟，景虎的實兄或從兄。
- 北條氏邦：武藏國鉢形城城主。氏政的三弟，景虎的實兄或從兄。
- 武藤義氏：大寶寺武藤氏當主。出羽國尾浦城城主。

### 景虎的攻勢和周圍的情況
在諸將的立場變得鮮明的5月13日，景虎從三之丸退去並於同日移到御館籠城，一方面向北條氏政請求支援，另一方面命令部下在春日山城城下進行放火等擾亂戰術。在17日以大約6千兵力向春日山城進攻，但是被撃退。
景虎軍經過休整後，在22日再度進攻春日山城，但是結果沒有改變。此時，景勝軍和景虎軍在其他方面開始交戰。其中以上野的北條高廣、景廣父子為中心，以守護三國峠的宮野城為目標開始進軍。在這一方面，景勝軍雖然能夠抵擋，但是景勝沒有送出援軍的兵力，景虎軍奪得沒有得到支援的景勝軍的宮野、小川等城，小田原的北條軍亦開始作出要進入越後的態勢。
不過此時氏政、氏照等北條軍主力正在鬼怒川河畔與佐竹、宇都宮連合軍交戰中，不可能向遠方的越後派遣緊急的救援軍，作為即時的策略是向同盟國武田勝賴前往救助景虎。受到請求的勝賴在5月下旬以武田信豐為先鋒，經由信濃把2萬大軍送入越後，在5月29日到達信越國境附近。
景虎更邀請奥羽的蘆名盛氏、伊達輝宗等派出援軍。答應要求的蘆名軍攻略蒲原安田城，更領兵向新發田進發，但是遭到景勝軍的五十公野治長頑強抵抗後停止進軍。在此時的戰局依然對景虎軍有利。

### 甲越同盟的締結

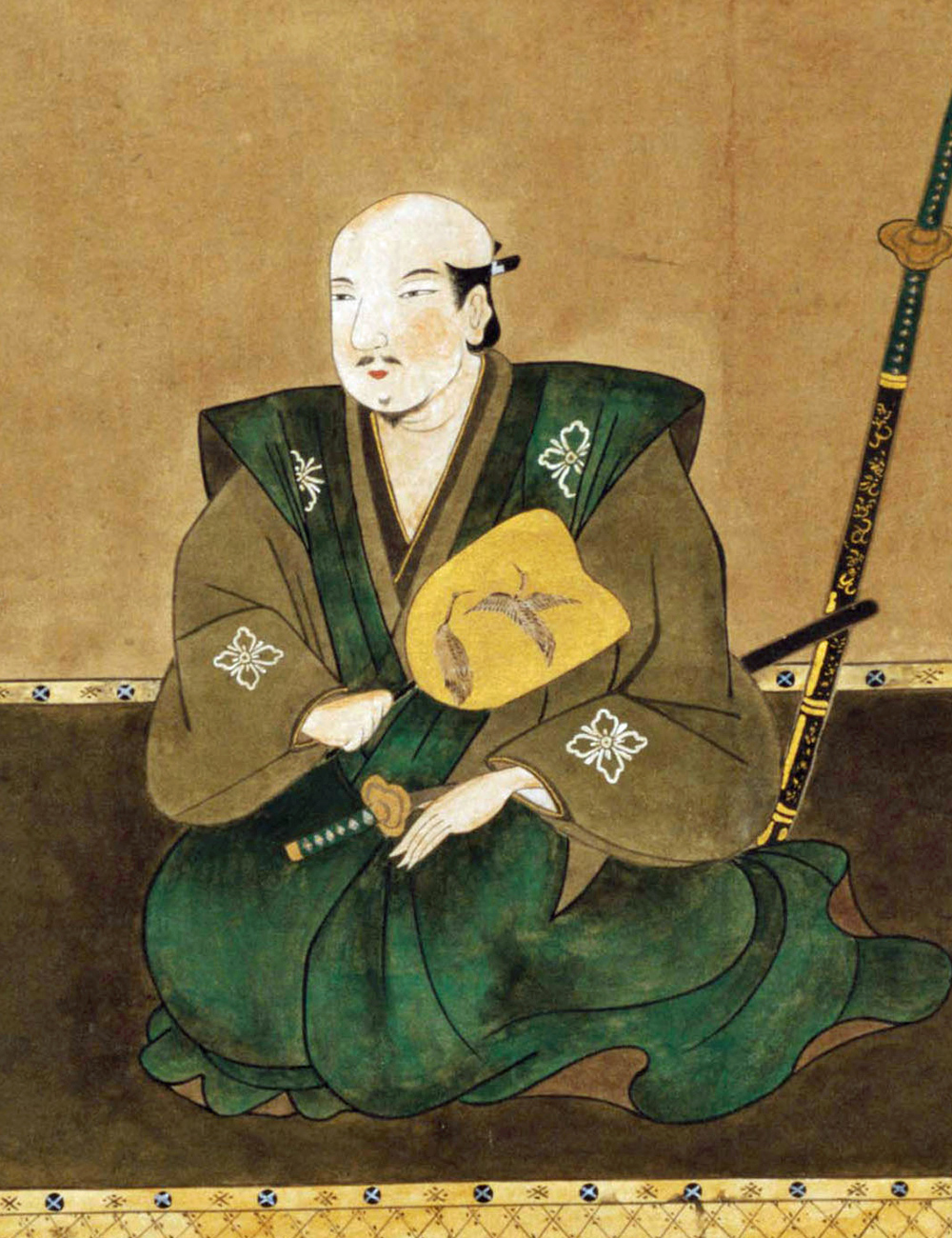
武田家的當主武田勝賴

武田和北條之間的不信任感開始湧現，同年6月，景勝軍向武田家提出和睦交渉，武田家的武田信豐、跡部勝資、春日虎綱（虎綱在14日死去），上杉家的齋藤朝信、新發田長敦提出溝通的起請文後，開始進行和睦交渉。勝賴的條件是上杉領地的割讓，因為甲越同盟的締結，勝賴接收上杉家的諸城而北上。
與武田停戰的景勝軍已經沒有需要再留意背後會被攻擊。在同盟締結的6月12日討取了長尾景明並奪取直峰城，令到春日山城和景勝的本城坂戶城的連絡變得可能。而景虎軍在翌日繼景明之後，亦有上杉景信被討取，漸漸進入不利的形勢中。景勝軍乘勢向中越地方的景虎軍諸城壓迫。看到形勢的勝賴與進擊到春日山城近邊的景勝正式進行和議交渉，在29日，勝賴到達越後府中並完成和議。
勝賴在7月中亦在越後助陣，與景勝軍和睦，並以中立姿態與景虎軍交渉，試圖為景勝和景虎調停。

### 戰局逆轉
8月22日，因為德川家康侵攻武田的領地駿河田中城（『家忠日記』），勝賴放棄和平仲介並在8月28日留下一部分兵力後撤兵（『上越市史』別編（上杉氏史料集）－1666号）。
勝賴在歸國不久後，景勝和景虎馬上開戰，進入9月，北條氏政開始真正參戰，氏照、氏邦被氏政命令而開始向越後進軍。小田原的北條軍越過三國峠，希望能奪取很接近坂戶城的樺澤城，於是着手攻略坂戶城。景勝軍堅守，而且冬天將近，小田原的北條軍對樺澤城留下氏邦、高廣等人，以景廣為遊擊軍後撤退。
在春日山城下撤退的武田軍在此時在春日山城的御館和坂戶城之間只是不斷徘徊，但是結果卻對景虎軍和小田原北條軍產生了阻力。
9月下旬，勝賴以德川家康再度攻撃駿河田中城為藉口，停止出兵牽制景勝軍，而其實早已與景勝達成秘約，景勝把坂戶城和與信濃連結的妻有城割讓給武田家並給與重金，武田家的大熊長秀和市河信房入城，使武田方面的威脅完全消除。
進入10月，景虎軍再度出現在御館時的兵糧危機。曾經一度成功搬入兵糧並繼續進攻春日山城，不過與諸將的連絡被切斷，以這個狀態度過此年。而景勝在12月舉行與勝賴的妹妹菊姬的婚禮。

### 景虎滅亡、內亂終結
巧妙地排除外部勢力的干渉以及得到家中支持的景勝決定在溶雪前終結這次亂事。另一方面，景虎軍因為友方漸漸離反以及不能阻止城池被攻陷而處於窮地。天正7年（1579年）2月1日，景勝命令配下諸將向御館的景虎發動總攻撃。同日景廣被荻田長繁討取，雙方開始放火。
小田原的北條軍的橋頭堡樺澤城亦被景勝軍奪回。被雪所阻的北條軍不能支援，3月17日，謙信的養父上杉憲政從御館逃出，為了請求和議而帶領景虎的長子道滿丸前往景勝軍的陣中，途中被景勝軍的武士包圍，憲政與道滿丸一同被殺害。御館被放火並攻陷，景虎離開御館並逃亡時被投去景勝軍的鮫尾城城主堀江宗親攻擊，在24日自盡。
景勝在這次把越後分成兩份的內亂中獲得勝利，成為謙信的後繼者和上杉家當主，但是進攻抵抗到最後的本庄秀綱和神余親綱等人而終結此亂的是在1年多後的天正8年（1580年）。

### 影響
此亂以景勝的勝利結束，但是有著深刻的影響。首先因為是流血衝突的內亂，上杉家的軍事力無容置疑地嚴重衰退，被織田信長等周邊強大勢力大名軍事侵攻而陷入苦戰。而且因為恩賞的分配，景勝軍的武將之間亦有深刻的對立。
關於戰後的恩賞，因為多數被分給景勝的權力基礎上田眾，因為恩賞而使安田顯元等人平白無故地自盡，更有抱持不滿的新發田重家連結蘆名盛隆和伊達輝宗並自立。為了鎮壓這次反亂而用了7年歳月。肅清和謙信一同戰鬥的國人眾，改為以上田長尾系獨大的體制。
再加上乘著這次內亂，信長配下的柴田勝家攻進上杉領地以及同盟勢力的加賀、能登、越中，會津亦有蘆名盛隆侵攻等，這次御館之亂使得謙信時代培養起來的上杉家勢力和威信大幅衰退。
御館之亂亦是令到武田家滅亡的遠因。氏政向實弟（或從弟）景虎送出支援而依賴同盟者武田勝賴。當初勝賴為了支援景虎而親自出陣，但是後來變為支援景勝。的理由是遭到德川家康向遠江、駿河方面侵攻(藉口)接受景勝的求和條件（割讓上野沼田領和黄金）。
同時，武田家中支持與景勝和睦的呼聲相當高，勝賴於是背叛景虎並與景勝和睦，並讓景勝迎娶妹妹菊姬。氏政因為勝賴的背信而破棄第二次甲相同盟，在天正7年（1579年）與德川家結盟，翌年（1580年）再與織田家結盟。所以在上杉家的國力大幅度疲弊的情況下，武田家還要在三方面迎敵作戰。北條家在北關東中壓倒勝賴，但是在駿河沖的海戰中以大型安宅船擊敗北條水軍，更不斷在伊豆、東海道方面的戰鬥中，因為北條和德川兩家的共同作戰而令勝賴要兩面作戰，於是令到武田家的經濟狀況相當緊迫。這令統治駿河的穴山信君的負擔和不滿增大，這是其中一個令武田家弱化的原因。
天正10年（1582年），織田、德川、北條三家聯合發動甲州征伐，結果令到上杉家陷入重大的危機。景勝並沒有支援同盟者勝賴的餘力，武田家在大約1個月後就滅亡了，與越後連接的舊武田領地全部變成織田領地而令緩衝地帶被消滅，上杉家在全方向被敵人包圍，此時加上攻略北陸地方的柴田勝家、米澤的伊達輝宗、會津的蘆名盛隆，從信濃有森長可、從上野有瀧川一益亦開始進攻，距離崩壞只有一歩之差。但是織田軍因為本能寺之變而退卻，成為織田領地的並武田領地被景勝和家康、氏政搶奪（天正壬午之亂），景勝把北信濃受入支配之下，但是不能再有更多積極的行動。
景勝被包圍的狀況依然非常嚴峻，但是蘆名盛隆在天正12年（1584年）死去，伊達輝宗亦在翌年（1585年）死，對失去後盾的新發田重家的戰鬥相當有利。天正14年（1586年），成功在信長後繼者之爭中勝利的羽柴秀吉通過石田三成向景勝要求臣服，景勝上洛並加入秀吉的勢力下。以後景勝在秀吉全面支援下討取重家，在佐渡的本庄繁長與最上義光激烈的爭奪戰下奪得並領有出羽庄内地方。
因為在豐臣政權早期就服從，景勝獲得秀吉深厚的信任，慶長3年（1598年），受到秀吉命令而加增移封至會津120萬石，以後被稱為「會津中納言」。從舊領地的統治被承認，佐渡一國以及越後一部份（東蒲原）和出羽庄内地方、後來成為伊達家領地的出羽置賜地方、陸奧伊達郡、信夫郡、刈田郡和伊達政宗征服的會津地方。而且各地都被山地隔絕，即刻是現在亦是被稱為交通難所的峠道連結。有與在北側連接國境的最上義光、伊達政宗衝突的危險性，以及有代替被減封至宇都宮12萬石的蒲生氏來監視和牽制東北諸大名和家康的重大使命，結果無可避免地與家康對立。
成為關原之戰直接原因的景勝在慶長6年（1601年）被減封至米澤，在信越稱覇的上杉家在景勝一代成為東北的大名而沒落。